# Marko Samardžić
Marko Samardžić (cyr. Марко Самарџић, ur. 22 lutego 1983 w Belgradzie) – serbski siatkarz, reprezentant kraju, grający na pozycji libero. Od sezonu 2014/2015 występował w szwajcarskiej drużynie Volley Amriswil.

## Sukcesy klubowe
Mistrzostwo Serbii i Czarnogóry:
- 2003

Mistrzostwo Serbii:
- 2007
- 2006

Puchar Serbii:
- 2007

Mistrzostwo Grecji:
- 2010

Puchar Rumunii:
- 2013

Mistrzostwo Rumunii:
- 2013

Mistrzostwo Szwajcarii:
- 2016

## Sukcesy reprezentacyjne
Liga Światowa:
- 2005, 2008, 2009
- 2010

Mistrzostwa Europy:
- 2005, 2007

Mistrzostwa Świata:
- 2010

## Nagrody indywidualne
- 2005: Najlepszy libero Ligi Światowej